# 日本における女城主の一覧
この項目では、日本における女城主、すなわち女性の身で城を与えられた武将を列挙する。

## 定義
この一覧は以下の人物を含む。
- 女性で武家の家督を相続したため、必然的にその本拠である城を相続したとみなされるもの。
- 男性当主の死去や追放などにより、その奥方や娘などが変わって城中を統率する立場になったもの。
- 大名が合戦などにより奪った城に、女性が統率者として派遣されたもの。

この一覧は以下の人物を含まない。
- 城中で強大な権力を振るったが、城主が別に存在するもの。
- 通常は城とみなされない、陣屋などの主であるもの。
- いわゆる現代の「名誉城主」「一口城主」など、城を実際に統率する権限のない象徴的なもの。

以下の人物は女城主に準ずる人物として別項で列挙する。
- 形式上は当主が別に存在するものの、公的文書を自らの名で発行するなど実質的な領主として振る舞ったもの。
- 主となった建造物が城とみなされるか議論があるもの。

## 一覧
年代順に示す。複数回、または複数の城の城主になった場合はその都度記す。
| 氏名                     | 所属大名         | 城           | 在任期間               | 就任・退任理由                                                 |
| ------------------------ | ---------------- | ------------ | ---------------------- | -------------------------------------------------------------- |
| 天草大夫大蔵太子(播磨局) | 大蔵氏           | 本渡城       | 不明                   |                                                                |
| 井伊直虎                 | 今川氏           | 遠江井伊谷城 | 永禄8年（1565年）-     | 井伊家の男子が年少の虎松のみとなり僧籍から還俗し当主に。       |
| 井伊直虎                 | 今川氏           | 遠江井伊谷城 | 永禄11年（1568年）     | 家老小野道好による城の横領。直虎は龍潭寺へ脱出。               |
| お田鶴の方               | 無所属           | 遠江曳馬城   | 永禄9年（1566年）-     | 夫の飯尾連龍が今川氏真により謀殺。お田鶴の方が城を守る。       |
| お田鶴の方               | 無所属           | 遠江曳馬城   | 永禄11年（1568年）     | 徳川家康に攻め入られ落城。お田鶴の方は討死。                   |
| 井伊直虎(2)              | 松平氏           | 遠江井伊谷城 | 永禄11年（1568年）-    | 井伊谷三人衆徳川氏に離反。徳川家康の助力を得て井伊谷城を奪還。 |
| 井伊直虎(2)              | 松平氏           | 遠江井伊谷城 | 元亀3年（1572年）      | 武田信玄の西上作戦により城を山県昌景に明け渡す。               |
| おつやの方               | 織田氏           | 美濃岩村城   | 元亀3年（1572年） 8月- | 前城主遠山景任の死去に伴う新当主御坊丸が幼少のため就任。       |
| おつやの方               | 織田氏           | 美濃岩村城   | 元亀3年（1572年） 11月 | 武田信玄の西上作戦により秋山虎繁の侵攻を受け降伏。             |
| 井伊直虎(3)              | 松平氏           | 遠江井伊谷城 | 元亀4年（1573年）-     | 信玄が病に倒れたため武田勢井伊谷から撤退。                     |
| 井伊直虎(3)              | 松平氏           | 遠江井伊谷城 | 天正10年（1582年）     | 直虎死去。ただし晩年は龍潭寺で過ごしていたともいわれる。       |
| 立花誾千代               | 大友氏           | 筑前立花城   | 天正3年（1575年）-     | 父道雪に男子がいなかったため正式に家督を譲られる。             |
| 立花誾千代               | 大友氏           | 筑前立花城   | 天正9年（1581年）      | 高橋紹運の長男である宗茂を婿に取り、宗茂が家督相続。           |
| 二階堂阿南               | 蘆名氏           | 陸奥須賀川城 | 天正10年（1582年）-    | 息子の二階堂行親の死去により男子がいなくなったため就任。       |
| 二階堂阿南               | 蘆名氏           | 陸奥須賀川城 | 天正16年（1588年）     | 伊達政宗の攻勢により落城。阿南は政宗に身柄を確保される。       |
| 足利氏姫                 | （ 北条氏）      | 下総古河城   | 天正11年（1583年）-    | 父義氏の死去により男子がいなくなったため事実上家督相続。       |
| 足利氏姫                 | （ 北条氏）      | 下総古河城   | 天正18年（1590年）     | 小田原征伐の結果退去を命じられ、鴻巣御所へと移動。             |
| 足利氏姫(2)              | 豊臣氏→ 喜連川氏 | 鴻巣御所     | 天正18年（1590年）-    | 足利国朝、さらに頼氏と結婚するも御所から動かず別居。           |
| 足利氏姫(2)              | 豊臣氏→ 喜連川氏 | 鴻巣御所     | 元和6年（1620年）      | 氏姫死去。息子喜連川義親が引き続き御所に居住する。             |

## 女性城主に準ずる存在
- 洞松院 - 置塩城を本拠とする赤松氏当主の後見人となり、所領安堵や諸役免除などの発給文書を自らの印判を用いて発行するなど事実上の当主の役割を果たした。
- 池田せん - 『当代記』に一万石を領していたとの記載があるが、詳細は不明。
- 茶々 - 天正17年（1589年）に、鶴松を懐妊したことにより産所として淀城（現在の淀古城）を与えられたことにより、「女城主」と形容されることがある。
- 清心尼 - 夫八戸直政の死去により、根城を本拠とする八戸氏の当主となる。江戸時代では極めて珍しい女性当主だった。しかし、根城は1592年に豊臣秀吉の命により破壊され館だけが残っている状態だったという。